# Década de 270 a.C.

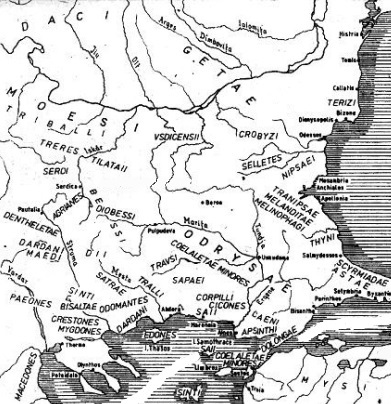
Mapa das tribos que habitam a Trácia e arredores. Também exibindo migrações celtas.

Séculos: (Século IV a.C. - Século III a.C. - Século II a.C.)
Décadas: 320 a.C. 310 a.C. 300 a.C. 290 a.C. 280 a.C. - 270 a.C. - 260 a.C. 250 a.C. 240 a.C. 230 a.C. 220 a.C.
Anos:
279 a.C. - 278 a.C. - 277 a.C. - 276 a.C. - 275 a.C. - 274 a.C. - 273 a.C. - 272 a.C. - 271 a.C. - 270 a.C.